# Рыжаково (Псковская область)
Рыжаково — деревня в Великолукском районе Псковской области России. Входит в состав сельского поселения «Купуйская волость».
Расположена в центре района, на правом берегу реки Ловать, в 3 км к северу от волостного центра Купуй и в 10 км к югу от райцентра Великие Луки.

## Население
Численность населения по оценке на 2000 год составляла 8 жителей, на 2010 год — 11 жителей , на 2023 год — более 40 жителей .